# Mindelheim (stacja kolejowa)
Mindelheim (niem: Bahnhof Mindelheim) – stacja kolejowa w Mindelheim, w kraju związkowym Bawaria, w Niemczech. Jest to stacja węzłową na linii Buchloe – Memmingen. Według DB Station&Service ma kategorię 4. Położony jest około 1 km na wschód od starego miasta.

## Linie kolejowe
- Linia Buchloe – Memmingen
- Linia Mittelschwabenbahn

## Połączenia
| Rodzaj pociągu | Trasa                                                                       | Takt        | Tor |
| -------------- | --------------------------------------------------------------------------- | ----------- | --- |
| RE             | München – Kaufering – Buchloe – Mindelheim – Memmingen (– Hergatz – Lindau) | dwugodzinny | 2/4 |
| RB             | Augsburg – Bobingen – Buchloe – Türkheim – Mindelheim – Memmingen           | dwugodzinny | 2/4 |
| RB             | (Günzburg –) Krumbach – Mindelheim (– Memmingen)                            | dwugodzinny | 1   |